# Georg Pfeiffer
Pour les articles homonymes, voir Pfeiffer.
Dr. Georg Pfeiffer (5 mai 1890 à Wendessen bei Wolfenbüttel — 28 juin 1944 à Mogilev) est un General der Artillerie allemand au sein de la Heer dans la Wehrmacht pendant la Seconde Guerre mondiale.
Il a été récipiendaire de la Croix de chevalier de la Croix de fer. Cette décoration est attribuée en reconnaissance d'un acte d'une extrême bravoure ou d'un succès de commandement important du point de vue militaire.

## Biographie
Fils du directeur de la sucrerie Karl Jean Pfeiffer et de sa femme Anna, née Brendal, il s'engage dans l'armée prussienne après son baccalauréat en 1908. Pendant son service dans le 4e régiment d'artillerie à pied (de), il est promu lieutenant. Jusqu'à la Première Guerre mondiale, Pfeiffer sert dans le 20e régiment d'artillerie à pied.
Georg Pfeiffer est tué le 28 juin 1944 à Mogilev durant l'opération Bagration.

## Décorations
- Croix de fer (1914)
  - 2e Classe
  - 1re Classe
- Croix d'honneur
- Agrafe de la Croix de fer (1939)
  - 2e Classe
  - 1re Classe
- Médaille du Front de l'Est
- Croix allemande en Or (16 janvier 1942)
- Croix de chevalier de la Croix de fer
  - Croix de chevalier le 15 janvier 1943 en tant que Generalleutnant et commandant de la 94. Infanterie-Division[2]
- Mentionné dans le bulletin radiophonique Wehrmachtbericht (3 juillet 1944)